# Peter Demetz
Peter Demetz ( 21. října 1922 Praha – 30. dubna 2024) byl americký překladatel, spisovatel, germanista, literární vědec a kritik německo-židovsko-českého původu.

## Život
Narodil se do pražské kosmopolitní, liberální rodiny, spletitého národního původu. Matka byla Židovka, otec Rétoromán z Jižního Tyrolska okolí Cortiny d'Ampezzo, jehož otec se přistěhoval do Prahy, kde se rodina víceméně germanizovala, v rodině se ovšem téměř rovným dílem pěstovala i česká řeč a kultura. Jako chlapec přesídlil s rodiči do Brna, kde se jeho otec stal intendantem německého divadla. Zahájil studia na Německém klasickém gymnáziu (dnes budova JAMU od autorů vídeňské opery) na Komenského náměstí. Po Hitlerově uchvácení moci v Německu přešel jako mnoho jiných židovských studentů do věhlasného českého akademického gymnázia v Legionářské ulici (nyní třída kapitána Jaroše), kde předtím též studoval Karel Čapek. Ve svých pozdějších životopisných textech porovnával oba ústavy i jejich úroveň.
V roce 1938 se dobrovolně přihlásil do Národní gardy. Matka zahynula ve vyhlazovacím táboře, ale on sám byl jako míšenec I. stupně opakovaně vězněn nasazen na nucených pracích v Německu a Protektorátu, ale holokaust (Šoah) přežil.
Po válce po návratu do Prahy zjistil, že velká část příbuzných holokaust nepřežila, byl ale také svědkem poválečného českého násilí na Českých Němcích. Studoval na Univerzitě Karlově, po komunistickém převratu odešel v roce 1949 s manželkou do exilu. Nejdříve působil v Mnichově v redakci Svobodné Evropy, v roce 1953 odešel do Spojených států, kde studoval na Kolumbijské univerzitě (1954–1956), poté na Yaleově univerzitě (1957–1958) a posléze se na téže škole habilitoval jako docent německé literatury. Od roku 1960 až do penzionování v roce 1991 byl stále na téže škole profesorem.
Po příslibu návratu demokratických pořádků se vrátil do vlasti, po zklamání, zejména z úpadku jazyka, opět odešel do Spojených států.[zdroj?] Do Česka se příležitostně vracel k ojedinělým projevům v akademickém prostředí, v 90. letech ale souvisle učil delší dobu na Ostravské univerzitě.

## Dílo
Převážná část jeho díla vznikla až ve Spojených státech. Demetz se specializoval na náročná témata literární teorie, překladatelství a na teorii překladatelství. Napsal několik knih věnujících se Praze. Byl znalcem německé i české literatury, zejména poezie, zvláště pak R. Maria Rilkeho, Boženy Němcové, Bernarda Bolzana (krajan jeho dědečka), Františka Halase a Jiřího Ortena.

### Knižní vydání v češtině
- 1997 Peter Demetz, České slunce, moravský měsíc. Ostrava, Nakladatelství Tilia. ISBN 80-7042-464-8
- 2004 Peter Demetz, Praha černá a zlatá. Praha, Nakladatelství Prostor. ISBN 80-7260-104-0
- 2008 Peter Demetz, Dějiště: Čechy. Praha, Nakladatelství Paseka. ISBN 978-80-7185-949-9
- 2010 Peter Demetz, Praha ohrožená 1939–1945. Politika, kultura, vzpomínky. Praha, Nakladatelství Mladá fronta. ISBN 978-80-204-1798-5

## Ocenění
- 1971 Goethova medaile Goethe-Instituts, Mnichov[4][5]
- 1977 Zvolen dopisujícím členem der Deutschen Akademie für Sprache und Dichtung, Darmstadt
- 1984  Záslužný řád Spolkové republiky Německo Velký záslužný kříž Spolkové republiky Německo[5]
- 1994 Cena Johanna Heinricha Mercka Německé Akademie für Sprache und Dichtung, Darmstadt[4]
- 2000  Medaile Za zásluhy II. stupeň České republiky[5]
- 2004 Evropská kulturní cena Evropské nadace kultury (Europäischen Kulturstiftung), Basilej[4]
- 2012 Knižní cena Georga Dehia (Hlavní cena) des Deutschen Kulturforums östliches Europa, Postupim[6]
- 2014 Čestný doktorát Masarykovy univerzity v Brně
- 2022 Medaile Učené společnosti České republiky[7]